# Diotima-kör
Diotima-kör (Platón Lakomájának jelképes alakja után elnevezve) a kolozsvári Babeș–Bolyai Tudományegyetem filozófia szakos hallgatóinak a filozófiai esszé művelésére 1970-ben alakult s 1977 őszéig működött román és magyar tagozatú szakköre.
A magyar tagozat üléseit, ahol többek közt Huszár Vilmos, Molnár Gusztáv, Szőcs Géza, Tamás Gáspár Miklós szerepelt szakdolgozatokkal, más karokon tanuló diákok is látogatták. A Diotima-kör hamarosan a filozófiai igényű fiatal irodalmárok kísérletező műhelyévé vált.